# Нулта тачка (роман)
Нулта тачка је детективски роман Агате Кристи први пут објављен у САД-у од стране издавачке куће "Dodd, Mead and Company" у јуну 1944. и у Великој Британији од стране издавачке куће "Collins Crime Club" у јулу исте године. Прво америчко издање романа коштало је 2 долара, а британско седам шилинга и шест пенија.
Леди Тресилијан позива свог штићеника у његову годишњу посету у Галебов врх. Он наваљује на томе да доведе и своју бившу и садашњу жену иако леди Тресилијан то сматра незгодним. Њен стари пријатељ Тривс умире, а затим је и она убијена. Позвани су надзорник Бетл и његов сестрић. У овој књизи се последњи пут појављује надзорник Бетл.
Роман је добро примљен при објављивању, познат по добро развијеним ликовима. У каснијој рецензији назван је изванредним што се тиче заплета уз напомену и колико добро роман описује господско понашање које се очекивало на главном тениском турниру 1944. године.

## Радња
Лејди Тресилиан је сада прикована за кревет, али ипак позива госте у свој дом на мору на Галебовом врху током лета. Тениска звезда Невил Стрејнџ, бивши штићеник покојног мужа леди Тресилиан, изазива њено незадовољство. Он предлаже да у исто време доведе и своју садашњу жену Кеј и бившу жену Одри – што је промена у односу на претходне године. Леди Тресилијан невољно пристаје на овај скуп неспојивих гостију. У хотелима у близини бораве Кејин пријатељ Тед, дугогодишњи породични пријатељ Томас Ројд који се вратио кући након дугог рада у иностранству и још увек верно чека Одри и господин Тривс, стари заступник и дугогодишњи пријатељ Тресилијанових.
Вечера је била непријатна као што је Лади Тресилијан предвидела. Те ноћи, господин Тривс је испричао причу о старом случају у ком је једно дете убило друго стрелом што је проглашено несрећним случајем. Дете је добило ново име и нови почетак упркос томе што је један човек из дотичног места видео дете како марљиво вежба гађање луком и стрелом. Господин Тривс се сетио случаја и детета због карактеристичне физичке особине коју није открио. Следећег јутра, Тривс је пронађен мртав у својој хотелској соби, а његова смрт је приписана срчаној инсуфицијенцији због пењања уз степенице у своју собу претходне ноћи што је веома узнемирило леди Тресилијан. Томас и Тед су збуњени јер су видели белешку у којој се наводи да лифт не ради када су отпратили Тривса назад. Од запослених у хотелу су сазнали да је лифт те ноћи био исправан.
Леди Тресилијан је свирепо убијена у свом кревету, а њена собарица дрогирана. Њени наследници су Невил и Одри. Докази указују да је Невил Стренџ убица. Једна од његових палица за голф пронађена је на лицу места са отисцима прстију. Чула се и Невилова свађа са леди Тресилијан. Међутим, када се собарица пробудила, она је рекла надзорнику Бетлу да је видела леди Тресилијан живу након Невилове посете њеној соби пре него што је отишао у Истерхед Беј да пронађе Теда. Докази затим упућују на Одри: њена окрвављена рукавица пронађена је у бршљану поред њеног прозора заједно са правим оружјем убиства. Израђена је од дршке тениског рекета и металне лоптице са браника камина у Одриној соби. Мери Алдин преноси причу коју је испричао господин Тривс и његову тврдњу да је могао са сигурношћу да препозна то дете.
Ангус Меквиртер стоји на литици на којој је годину дана раније покушао да се убије када је Одри покушала да побегне са исте литице. Он ју је ухватио пре него што је успела да скочи. Она признаје свој страх, а он обећава да ће бити безбедна. Месне чистачице нехотице су дале Меквиртеру нечију неочишћену јакну. Иако није једна од странака у Галебовом врху, он је свестан напретка истраге о чему се добро извештава у месним новинама. Он схвата зашто јакна има мрље у одређеном чудном узорку. Посећује Галебов врх и тражи помоћ Мери Алдин да пронађе конопац у кући. Проналазе велико влажно уже на иначе прашњавом тавану, а она закључава врата док не дође полиција.
Бетл хапси Одри на основу доказа и њеног спремног признања кривице. Међутим, Бетлова ћерка је раније признала крађу коју није починила због огромног притиска па он сумња да је Одри у сличном стању. Меквиртер упознаје Бетла и говори му шта је сазнао о овом случају и то да је видео неког човека који је пливао преко реке у ноћи свирепог убиства и пењао се у кућу помоћу конопца. Затим Томас открива да је Одри тражила развод брака, а не Невил јер га се она плашила. Спремала се да се уда за Адријана Ројда, његовог брата који је погинуо у саобраћајној несрећи. Када су сви отишли да се провозају бродом, Бетл користи ове податк да изнуди признање Невиле Стренџа.
Невил је можда стајао иза још две смрти (господина Тривса и Адријана Ројда), али нема довољно доказа за кривично гоњење. Пошто има признање, а конопац и лукавство са повлачењем звона су објашњени, Бетл га терети за убиство леди Тресилијан. Одри тражи Меквиртера да му се захвали и они одлучују да се венчају. Отпутоваће у Чиле где он почиње свој нови посао. Одри очекује да ће Томас схватити да заиста жели да се ожени Мери Алдин.

## Ликови
- Леди Камила Тресилијан: власница виле "Галебов врх" на обали мора у Солткрику. Тек прешла седамдесету.
- Мери Алдин: дружбеница леди Тресилијан. Тридесет и нешто година.
- Невил Стренџ: згодан спортиста и тенисер од 33 године и бивши штићеник покојног супруга леди Тресилијан.
- Кеј Стренџ: његова прелепа, понекад живахна и љута, друга жена од 23 године.
- Одри Стренџ: Стренџова прва жена од 32 године. Тако хладна и тиха да је скоро немогуће знати шта она мисли. (Поларна супротност Кеј). Била је сироче млада, одрасла са својим рођацима и тетком Родис.
- Тед Латимер: Кејин пријатељ од пубертета.
- Томас Ројд: Одрин брат од тетке на одмору са посла у Малезији. И он је као и Одри интровертиран и ћутљив.
- Господин Тривс: заступник и стари пријатељ леди Тресилијан. Има око 80 година.
- Ангус Меквиртер: човек који је покушао да скочи са литице близу куће леди Тресилијан и преживео да би постао део решења злочина.
- Надзорник Бетл: Инспектор на одмору са својим сестрићем. Он је распоређен на случај са њим. Муж и отац петоро деце од којих му најмлађе даје увид користан за решавање овог случаја.
- Инспектор Џејмс Лич: Бетлов сестрић додељен полицији области Солткрика.

## Књижевни значај и пријем
Рецензија Мориса Вилсона Дишера у часопису Књижевни додатак Времена 22. јула 1944. била је изузетно позитивна: „Недискриминирајућим обожаваоцима госпођице Кристи сигурно ће недостајати узбуђење да схвате када је она у свом најбољем издању. Ако је овај аргумент здрав, онда је Нулта тачка за критичне. Захваљујући мајсторском приповедању, чини добробит одређених особа у приморском граду у овом тренутку важнијим од било чега другог на свету. Механизовани мозгови могу приговорити да убица „усавршава“ своју загонетку методама које су наметнуте измишљеној полицији, али чак и када је лавиринт магловито препознат, прича је и даље заокупљена. Ликови постају велики део читаочевог постојања да мора да зна каква је њихова коначна судбина пре него што буде задовољан. Колико су живи види се када два мушкарца, два тврдоглава и лаконска покераша, никад не изгледају исто. Супруга и бивша жена које се ни воле ни не воле такође откривају стваралачку моћ. Као изложба савременог бренда људске природе, Нулта тачка заслужује веће похвале од било које друге која јој се може доделити као одличној детективској причи.“
Морис Ричардсон је у издању часописа Посматрач 6. августа 1944. написао: „Нова Агата Кристи има дивно продужену и разрађену грађу, урбана и удобна попут добре цигаре и црвених кожних папуча. Поаро је одсутан физички, али његов утицај води осетљиви инспектор мимо лукавства брижљиво подметнуте кућне забаве, а са својим вијугавим двоструким блефом ово је могао бити случај Поароа. Како је задовољство видети Агату Кристи како држи заставу старог класика која се тако победоносно вијори!"
Роберт Барнард: "Сјајно: замршено заплетено и необично. Убиство долази касније, а прави врхунац завере убице тек на крају. Домишљатост оправдава одређени степен намишљености. Веома делотворна прича о детету и луку и стрели (6. поглавље II део) и добра карактеризација централног лика плејбоја и спортисте у великој мери из тог доба када се очекивало да се на Вимблдону понаша као господин."

## Прилагођавања

### Позориште
Године 1956. Кристијева је прилагодила књигу у представу са Џералдом Вернером. Први пут ју је објавила издавачка кућа "Самуел Френк Д.О.О." 1957. Представа је први пут постављена у септембру 1956. у позоришту "Сент Џејмс" на Западном крају у Лондону. Кристијева је први пут написала позоришну представу под овим насловом 1945. са једном недељом наступа у позоришту "Мартин виноград". Сценарио је 2015. открио Џулијус Грин.
Представа Нулта тачка је увршћена у Кристину збирку драма из 1978. Мишоловка и друге драме.
Изведена је 2019. у позоришту "Медамаркет" у Норвичу у Енглеској користећи представу коју је написала Агата Кристи 1945. и коју је недавно „ископао аутор Џулијус Грин“. Пошто је једино претходно извођење овог сценарија било у позоришту "Мартин виноград" у Сједињеним Државама, позориште тврди да је ово прво извођење ове варијанте позоришне представе из 1945. у Европи.

### Филм
Године 1995. филмска екранизација је изгубила подршку задужбине Агате Кристи. Када је Кристина ћерка и контролорка њене задужбине Розалин Хикс прегледала сценарио и видела спорне ствари као што је родоскрвнуће, наредила је да се назив филма и имена ликова промене. Филм је постао Невине лажи и доживео је осредњи успех.
Године 2007. француски филмски ствараоци прилагодили су роман у истоимени филм само на француском.

### Телевизија
Године 2007. роман је екранизован као део треће сезоне телевизијске серије Марпл у продукцији ИТВ-а. Џералдин Мекјуан играла је госпођицу Марпл. Роман не укључује госпођицу Марпл. Екранизација је урађена верно уз неке мање измене како би остали ликови били такође промењени да би екранизација одговарала приступу серије. Надзорника Бетла заменио је надзорник Малард ког игра Алан Дејвис. Инспектор Лич се не појављује у екранизацији.
Године 2019. роман је поново прилагођен као епизода француске телевизијске серије Мала убиства Агате Кристи.

### Радио
Године 2010. Џој Вилкинсон је прилагодио роман Нулта тачка као радио представу први пут емитовану у јануару 2010. у четири дела од по 30 минута на ББЦ Радију 4.